# Station Mosty
Station Mosty is een spoorwegstation in de Poolse plaats Mosty.